# Astronomisk tidsregning
Astronomiske tidsregning er en konvention for angivelse af år f.Kr. hvor 1 f.Kr. angives som år 0, 2 f.Kr. angives som år -1 osv. I almindelighed er år n f.Kr. angivet som -(n-1). Årstallene e.Kr. er uændrede. Det er praktisk at have år 0, når der skal foretages beregninger, da man så undgår krumspring og fejl når resultatet af beregningerne inddrager udgangspunktet for beregningen, epoken.
Det er dog mere almindeligt at anvende den julianske dato i astronomiske beregninger, da den har en meget tidlig epoke.